# Bayou Ruler
Bayou Ruler es un álbum de la banda estadounidense Steve Riley and the Mamou Playboys, lanzado en 1998. Un par de sus canciones en inglés fueron éxitos regionales, aunque resultaron controvertidas para algunos tradicionalistas cajunes. La banda promocionó el álbum con una gira por América del Norte. La canción "Let Me Know" fue promovida en emisoras de radio de todo Estados Unidos, algo poco común para un sencillo cajún.

## Producción
El álbum fue producido por C.C. Adcock y Tarka Cordell. La banda continuó incorporando a su sonido estilos del rock y el blues; en su tiempo libre, el grupo escuchaba más rock que música de Luisiana. "Mama Told Papa" es una versión de la canción de Clifton Chenier. "My True Love (Voyage d'amour)" es una versión del tema de Dewey Balfa; "je suis pas un couillon" es una versión de la canción de Belton Richard. Jimmy Domengeaux tocó la guitarra en el álbum, siendo este su último trabajo con la banda; falleció en un accidente de motocicleta en enero de 1999.

## Recepción crítica
Los Angeles Times calificó Bayou Ruler como:
«un álbum de sonido disperso y mal dirigido que Riley describe como "swamp pop"... Sus capas de metales, guitarra eléctrica, pedal steel guitar, órgano Hammond B3 y otros recursos típicos del pop son realmente confusas».
Star Tribune opinó que «"Tough Get Going" es un tema de rock especialmente débil, y el material swamp pop necesita ser mucho más grasiento».
The Washington Post elogió la fusión cajún-rock por ser «convincente», escribiendo que:
«hay que remontarse a los días gloriosos del swamp pop con Tommy McClain y Cleveland Crochet para encontrar una mezcla tan lograda».
The Province consideró que la canción que da título al álbum posee un «sonido tipo Foreigner en clave cajún».
Albuquerque Journal señaló que el álbum «amplía los horizontes del grupo con una mezcla de rock 'n' roll, R&B y zydeco».
AllMusic escribió que la banda, «difusores de la música cajún tradicional, se alejan de los pantanos para incorporar casi todos los estilos musicales del sur de Luisiana».

## Pistas
| N.º | Título                          | Duración |  |
| 1.  | «Bayou Ruler»                   |          |  |
| 2.  | «Laisse-moi connaître»          |          |  |
| 3.  | «My True Love (Voyage d'amour)» |          |  |
| 4.  | «Tough Get Going»               |          |  |
| 5.  | «King Zydeco»                   |          |  |
| 6.  | «La rosée»                      |          |  |
| 7.  | «All for the Better»            |          |  |
| 8.  | «j'ai été-z-au bal»             |          |  |
| 9.  | «Chez personne»                 |          |  |
| 10. | «Clin d'oeil (The Wink)»        |          |  |
| 11. | «je suis pas un couillon»       |          |  |
| 12. | «Mama Told Papa»                |          |  |
| 13. | «Let Me Know»                   |          |  |